# Kinet Höyük
Kinet Höyük is een archeologische vindplaats in het zuiden van Turkije. De plaats ligt 30 km ten noorden van Iskenderun in de provincie Hatay op 500 m van de huidige kust van de Middellandse Zee. Het is met 3,3 ha de grootste ruïneheuvel van Cilicië.
De plaats is te identificeren met het Hettitische Izziya, het Luwische Zise, het Fenicische Sissu en het Griekse Issos. Er is overigens bij opgravingen geen epigrafisch bewijs voor deze identificaties gevonden.
Het was oorspronkelijk een havenstad gebouwd op een in zee uitstekende rotspunt in de Golf van Iskenderun. De plaats was strategisch gelegen omdat men erdoorheen moest op weg naar de Syrische Poort of de Amanuspoort: de voornaamste passen over het Amanusgebergte. De plaats was al bewoond in het Neolithicum (rond 5000 v.Chr.) en werd verlaten rond 50 v.Chr., mogelijk na een zware aardbeving. Vele eeuwen later werd het weer bewoond toen de kruisvaarders er een kasteel vestigden.
De plaats is vooral bekend omdat op 5 of 6 november 333 v.Chr. Alexander de Grote er een beslissende overwinning behaalde op de Perzische koning Darius III. Issos werd hierop hernoemd tot Nicopolis (stad van de overwinning) en er werd vlakbij een nieuwe stad gesticht: Alexandria bij Issos.
Sinds 1993 worden er onder leiding van M.-H. Gates van de Bilkent Universiteit (Ankara) opgravingen verricht.

## Strata
| Stratum       | Periode | Bijzonderheden                                                   | Datering          |
| ------------- | ------- | ---------------------------------------------------------------- | ----------------- |
| Midden-IJzer  | 9       | 'imitatie'-Cypriotisch                                           | 750-720           |
| Midden-IJzer  | 10      |                                                                  |                   |
| Vroeg IJzer I | 11      |                                                                  |                   |
| Vroeg IJzer I | 12a-c   | volledig ander aardewerk, 12a gedeeltelijk "handgemaakt"         | na 1200?          |
| Laat Brons II | 13.2    | duidelijke verarming, door aardbeving beëindigd                  | 13e eeuw          |
| Laat Brons II | 13.1    | herbouwd en opnieuw brand, reden onduidelijk                     | 13e eeuw          |
| Laat Brons II | 14      | eindigt gewelddadig (wapentuig, brandresten)                     | 14e eeuw          |
| Laat Brons I  | 15      | een groot gebouw dat drie fasen vertoont voor het verlaten wordt | laat 16e-15e eeuw |

## De Hettieten
Kinet (Izziya) werd rond 1500 v.Chr. deel van het Hettitische Rijk als onderdeel van het vorstendom Kizzuwatna
Aan het einde van de Late Bronstijd (de tijd van de brandcatastrofe) is er een scherpe breuk in de strata te onderkennen (tussen periode 13 en 12) en de plek werd in de daaropolgende eeuw door een andere bevolkingsgroep opnieuw bevolkt. De lagen uit deze tijd zijn hier vrij aanzienlijk in dikte en laten zien dat de nieuwe bewoners van land kwamen en niet van overzee.

## De IJzertijd
In de tijd van de Neo-Hettitische vorstendommen was het de hoofdstad van een klein vorstendom, genaamd Sissu. Er zijn uit die tijd aanwijzingen dat er purper gewonnen werd, hoewel er geen bewijs is voor de aanwezigheid van Feniciërs. In de 8e eeuw werd er, eveals in Kilise Tepe aardewerk vervaardigd dat veel geleek op dat van Cyprus en dat op vele plaatsen terug te vinden is. De ovens ervan zijn gevonden in laag 9. De stad exporteerde dus 'imitatie'-Cypriotisch aardewerk.
Hoewel er geen aanwijzingen zijn voor de aanwezigheid van Griekse kolonisten in de 8e en 7e eeuw, wordt er uit die tijd in ruime mate Grieks aardewerk aangetroffen, wat duidt op levendige handelsbetrekkingen. In de 6e eeuw werd dit nog sterker. In de 7e eeuw werden er vloeren gelegd bestaande uit een dikke laag vermorzelde murex-schelpen. In 696 verwoestte koning Sanherib het nabijgelegen Tarsus en hierna was de streek in Assyrische handen.

## Extern
- Flickr
- Issus (Kinet Höyük) (Livius)